# 第148独立砲兵旅団 (ウクライナ空中機動軍)
第148独立砲兵旅団（だい148どくりつほうへいりょだん、ウクライナ語: 148-ма окрема артилерійська бригада）は、ウクライナ空中機動軍の旅団。第8空中強襲軍団隷下。

## 歴史

### ドンバス戦争
2015年3月20日、ドンバス戦争の影響に伴い、第81独立空中機動旅団隷下の自走砲大隊を基幹に第148独立自走榴弾砲大隊（宇: 148-й гаубичний самохідно-артилерійський дивізіон）として創設され、7月から最前線の東部ドネツィク州、ルハーンシク州に配備された。

### ロシアのウクライナ侵攻

#### 東部・セベロドネツク戦線
2022年2月24日、ロシアのウクライナ侵攻で最前線の東部ルハーンシク州セヴェロドネツィク地区に配備され、セベロドネツク守備隊を火力支援した。
2022年年11月17日、ウォロディミル・ゼレンスキー大統領より、勇気と勇敢さに対する栄誉賞を授与された。
2023年、部隊増強に伴い、第148独立砲兵旅団に改編された。フランス、デンマーク供与のカエサル 155mm自走榴弾砲が配備された。

#### 南部・ザポリージャ戦線
2023年10月、南部ザポリージャ州に再配置され、オリヒウ方面の友軍を火力支援した。

#### 東部・アウディーイウカ戦線

第148独立砲兵旅団旗

2023年11月、激戦地の東部ドネツィク州ポクロウシク地区に再配置され、アウディーイウカ方面、マリンカ方面、ノヴォミハイリウカ方面に展開した。2024年5月にはアメリカ合衆国の軍事支援停滞で、以前は1日100発射撃していた砲弾が1日10発未満にまで減少したことが明かされた。
2024年8月23日、ウォロディミル・ゼレンスキー大統領より、名誉称号「ジトーミル」を授与された。

## 編制
- 旅団司令部（ジトーミル）
- 第1自走砲大隊
- 第2自走砲大隊
- 第3自走砲大隊
- 砲兵偵察大隊
- 工兵中隊
- 整備中隊
- 兵站中隊
- NBC防護小隊